# István Váncza
István Krisztián Váncza (ur. 28 kwietnia 1999) – węgierski zapaśnik startujący w stylu klasycznym. Zajął siódme miejsce na mistrzostwach świata w 2018 i 2023 roku. 
Srebrny medalista mistrzostw Europy w 2022; piąty w 2020 i 2024. Mistrz Europy U-23 w 2021. Trzeci na MŚ i ME juniorów w 2018 i na MŚ kadetów w 2014 roku.